# Caroline Corr
Caroline Georgina Corr (Dundalk, 17 de març de 1973) és la tercera dels quatre germans que formen la banda irlandesa The Corrs. És l'encarregada de tocar la bateria, el bodhran (tambor típic irlandès), el piano, a la vegada que realitza tasques de composició i fa els cors.
Va estudiar amb les seves germanes en el convent 'Dun Lugaidh Convent School' a Dundalk, lloc de naixement de la seva família. El piano va ser el primer instrument que va aprendre a tocar, gràcies al seu pare. Com ella mateixa reconeix, va aprendre a tocar el bodhran veient vídeos de músics irlandesos des de jove. Als 18 anys aprèn a tocar la bateria, necessària per a formar el grup. Ja tenia nocions d'aquest instrument gràcies a un antic al·lot que era fan d'U2.

## Vida privada
Eestà casada amb en Frank Woods (immobiliari). Es varen casar a Deià, (Mallorca), el juliol de 2002 i tenen un fill i dues filles. Alternen la casa de Dublín amb la de Deià.